# Formel-1-Weltmeisterschaft 1983

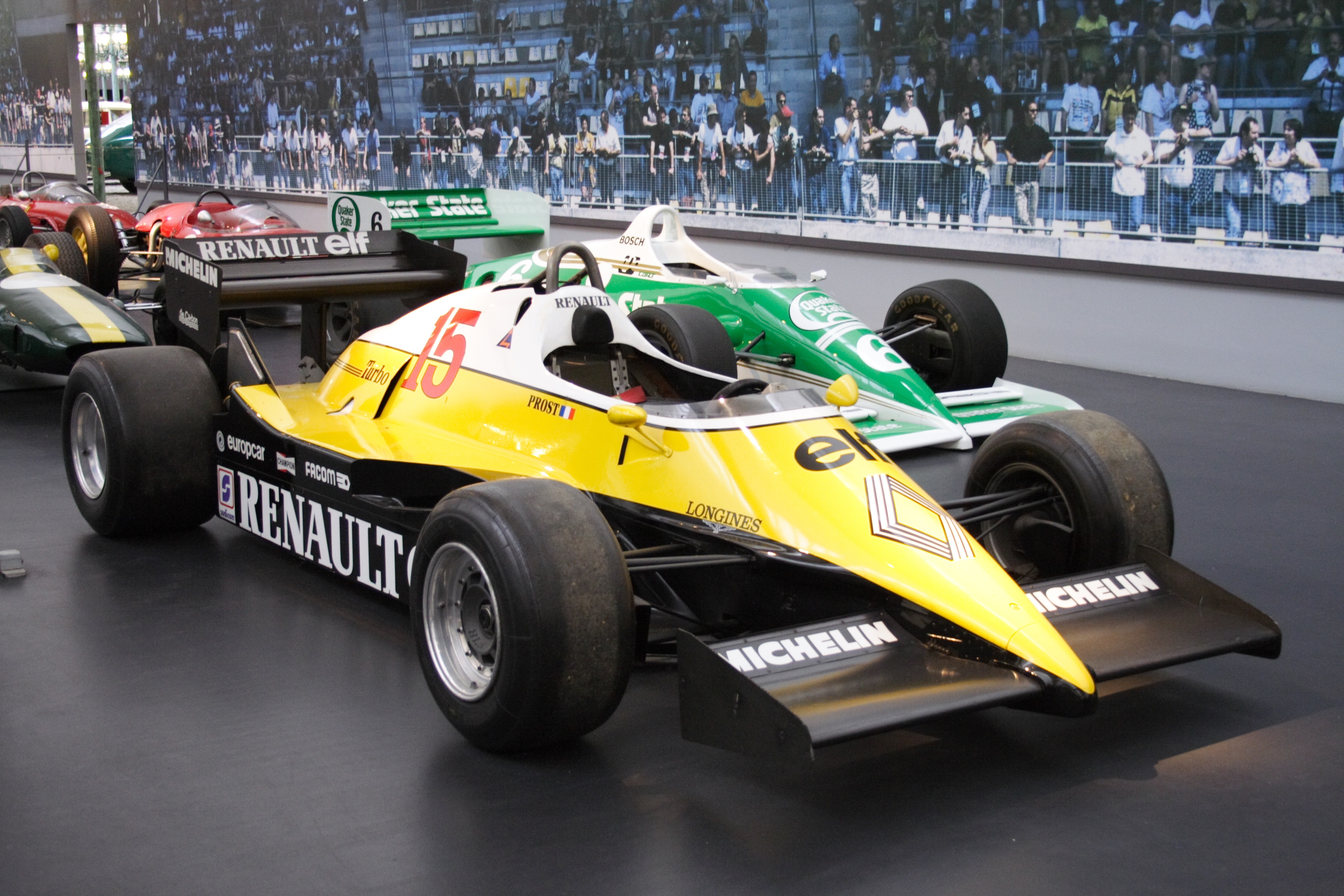
Renault RE40 von 1983 im Musée National de l'Automobil in Mülhausen (F)

Die Formel-1-Weltmeisterschaft 1983 war die 34. Saison der Formel-1-Weltmeisterschaft. Sie wurde über 15 Rennen in der Zeit vom 13. März 1983 bis zum 15. Oktober 1983 ausgetragen.
1983 wurde erstmals der Große Preis von Europa als eigenständige Veranstaltung in Brands Hatch durchgeführt. Der letzte Große Preis von Europa wurde 1977 noch als zusätzlicher FIA-Ehrentitel an den Großen Preis von Großbritannien vergeben.
Nelson Piquet gewann zum zweiten Mal die Fahrerweltmeisterschaft, als erster Pilot mit einem von einem Turbomotor angetriebenen Fahrzeug. Ferrari wurde zum achten Mal Konstrukteursweltmeister.

## Teams und Fahrer
| Foto            | Team                           | Chassis                                  | Motor                                                | Reifen | Nr.         | Stammfahrer            | Rennen |
| --------------- | ------------------------------ | ---------------------------------------- | ---------------------------------------------------- | ------ | ----------- | ---------------------- | ------ |
| Williams FW08C  | TAG Williams Racing Team       | Williams FW08C Williams FW09             | Ford Cosworth DFV 3.0 V8 Honda RA163-E 1.5 V6t       | G      | 01          | Keke Rosberg           | 1–15   |
| Williams FW08C  | TAG Williams Racing Team       | Williams FW08C Williams FW09             | Ford Cosworth DFV 3.0 V8 Honda RA163-E 1.5 V6t       | G      | 02          | Jacques Laffite        | 1–15   |
| Williams FW08C  | TAG Williams Racing Team       | Williams FW08C Williams FW09             | Ford Cosworth DFV 3.0 V8 Honda RA163-E 1.5 V6t       | G      | 42          | Jonathan Palmer        | 14     |
| Tyrrell 011B    | Benetton Tyrrell Team          | Tyrrell 011B Tyrrell 012                 | Ford Cosworth DFV 3.0 V8                             | G      | 03          | Michele Alboreto       | 1–15   |
| Tyrrell 011B    | Benetton Tyrrell Team          | Tyrrell 011B Tyrrell 012                 | Ford Cosworth DFV 3.0 V8                             | G      | 04          | Danny Sullivan         | 1–15   |
| Brabham BT52    | Fila Sport                     | Brabham BT52 Brabham BT52B               | BMW M12/13 1.5 L4t                                   | M      | 05          | Nelson Piquet          | 1–15   |
| Brabham BT52    | Fila Sport                     | Brabham BT52 Brabham BT52B               | BMW M12/13 1.5 L4t                                   | M      | 06          | Riccardo Patrese       | 1–15   |
| McLaren MP4/1C  | Marlboro McLaren International | McLaren MP4/1C McLaren MP4/1E            | Ford Cosworth DFV 3.0 V8 TAG TTE PO1 1.5 V6t         | M      | 07          | John Watson            | 1–15   |
| McLaren MP4/1C  | Marlboro McLaren International | McLaren MP4/1C McLaren MP4/1E            | Ford Cosworth DFV 3.0 V8 TAG TTE PO1 1.5 V6t         | M      | 08          | Niki Lauda             | 1–15   |
| ATS D6          | Team ATS                       | ATS D6                                   | BMW M12/13 1.5 L4t                                   | G      | 09          | Manfred Winkelhock     | 1–15   |
| Lotus 92        | John Player Team Lotus         | Lotus 92 Lotus 93T Lotus 94T             | Ford Cosworth DFV 3.0 V8 Renault-Gordini EF1 1.5 V6t | P      | 11          | Elio de Angelis        | 1–15   |
| Lotus 92        | John Player Team Lotus         | Lotus 92 Lotus 93T Lotus 94T             | Ford Cosworth DFV 3.0 V8 Renault-Gordini EF1 1.5 V6t | P      | 12          | Nigel Mansell          | 1–15   |
| Renault RE40    | Equipe Renault Elf             | Renault RE30B Renault RE30C Renault RE40 | Renault-Gordini EF1 1.5 V6t                          | M      | 15          | Alain Prost            | 1–15   |
| Renault RE40    | Equipe Renault Elf             | Renault RE30B Renault RE30C Renault RE40 | Renault-Gordini EF1 1.5 V6t                          | M      | 16          | Eddie Cheever          | 1–15   |
| RAM 01          | RAM Racing Team March          | RAM 01                                   | Ford Cosworth DFV 3.0 V8                             | P      | 17          | Eliseo Salazar         | 1–6    |
| RAM 01          | RAM Racing Team March          | RAM 01                                   | Ford Cosworth DFV 3.0 V8                             | P      | 17          | Jacques Villeneuve sr. | 8      |
| RAM 01          | RAM Racing Team March          | RAM 01                                   | Ford Cosworth DFV 3.0 V8                             | P      | 17          | Kenny Acheson          | 9–15   |
| RAM 01          | RAM Racing Team March          | RAM 01                                   | Ford Cosworth DFV 3.0 V8                             | P      | 18          | Jean-Louis Schlesser   | 3      |
| Alfa Romeo 183T | Marlboro Team Alfa Romeo       | Alfa Romeo 183T                          | Alfa Romeo 890T 1.5 V8t                              | M      | 22          | Andrea de Cesaris      | 1–15   |
| Alfa Romeo 183T | Marlboro Team Alfa Romeo       | Alfa Romeo 183T                          | Alfa Romeo 890T 1.5 V8t                              | M      | 23          | Mauro Baldi            | 1–15   |
|                 | Equipe Ligier Gitanes          | Ligier JS21                              | Ford Cosworth DFV 3.0 V8                             | M      | 25          | Jean-Pierre Jarier     | 1–15   |
| 26              | Equipe Ligier Gitanes          | Ligier JS21                              | Ford Cosworth DFV 3.0 V8                             | M      | Raul Boesel | 1–15                   |        |
| Ferrari 126C3   | Scuderia Ferrari SpA SEFAC     | Ferrari 126C2B Ferrari 126C3             | Ferrari 021 1.5 V6t                                  | G      | 27          | Patrick Tambay         | 1–15   |
| Ferrari 126C3   | Scuderia Ferrari SpA SEFAC     | Ferrari 126C2B Ferrari 126C3             | Ferrari 021 1.5 V6t                                  | G      | 28          | René Arnoux            | 1–15   |
| Arrows A6       | Arrows Racing Team             | Arrows A6                                | Ford Cosworth DFV 3.0 V8                             | G      | 29          | Marc Surer             | 1–15   |
| Arrows A6       | Arrows Racing Team             | Arrows A6                                | Ford Cosworth DFV 3.0 V8                             | G      | 30          | Chico Serra            | 1, 3–5 |
| Arrows A6       | Arrows Racing Team             | Arrows A6                                | Ford Cosworth DFV 3.0 V8                             | G      | 30          | Alan Jones             | 2      |
| Arrows A6       | Arrows Racing Team             | Arrows A6                                | Ford Cosworth DFV 3.0 V8                             | G      | 30          | Thierry Boutsen        | 6–15   |
| Osella FA1E     | Osella Squadra Corse           | Osella FA1D Osella FA1E                  | Ford Cosworth DFV 3.0 V8 Alfa Romeo 1260 3.0 V12     | P      | 31          | Corrado Fabi           | 1–15   |
| Osella FA1E     | Osella Squadra Corse           | Osella FA1D Osella FA1E                  | Ford Cosworth DFV 3.0 V8 Alfa Romeo 1260 3.0 V12     | P      | 32          | Piercarlo Ghinzani     | 1–15   |
| Theodore N183   | Theodore Racing Team           | Theodore N183                            | Ford Cosworth DFV 3.0 V8                             | G      | 33          | Roberto Guerrero       | 1–14   |
| Theodore N183   | Theodore Racing Team           | Theodore N183                            | Ford Cosworth DFV 3.0 V8                             | G      | 34          | Johnny Cecotto         | 1–13   |
| Toleman TG183B  | Candy Toleman Motorsport       | Toleman TG183B                           | Hart 415T 1.5 L4t                                    | P      | 35          | Derek Warwick          | 1–15   |
| Toleman TG183B  | Candy Toleman Motorsport       | Toleman TG183B                           | Hart 415T 1.5 L4t                                    | P      | 36          | Bruno Giacomelli       | 1–15   |
| Spirit 201C     | Spirit Racing                  | Spirit 201C                              | Honda RA163-E 1.5 V6t                                | G      | 40          | Stefan Johansson       | 9–14   |

## Rennkalender
| Nr. | Datum         | Grand Prix (Strecke)         | Distanz (km) | Sieger                          | Zweiter                        | Dritter                        | Pole- Position                  | Schnellste Rennrunde           | Gesamtführender Fahrer      | Gesamtführender Konstrukteur |
| --- | ------------- | ---------------------------- | ------------ | ------------------------------- | ------------------------------ | ------------------------------ | ------------------------------- | ------------------------------ | --------------------------- | ---------------------------- |
| 01  | 13. März      | Brasilien (Jacarepaguá)      | 316,953      | Nelson Piquet (Brabham-BMW)     | nicht belegt 1                 | Niki Lauda (McLaren-Ford)      | Keke Rosberg (Williams-Ford)    | Nelson Piquet (Brabham-BMW)    | Nelson Piquet (Brabham-BMW) | Brabham-BMW                  |
| 02  | 27. März      | USA West (Long Beach)        | 245,625      | John Watson (McLaren-Ford)      | Niki Lauda (McLaren-Ford)      | René Arnoux (Ferrari)          | Patrick Tambay (Ferrari)        | Niki Lauda (McLaren-Ford)      | Niki Lauda (McLaren-Ford)   | McLaren-Ford                 |
| 03  | 17. April     | Frankreich (Le Castellet)    | 313,740      | Alain Prost (Renault)           | Nelson Piquet (Brabham-BMW)    | Eddie Cheever (Renault)        | Alain Prost (Renault)           | Alain Prost (Renault)          | Nelson Piquet (Brabham-BMW) | McLaren-Ford                 |
| 04  | 1. Mai        | San Marino (Imola)           | 302,400      | Patrick Tambay (Ferrari)        | Alain Prost (Renault)          | René Arnoux (Ferrari)          | René Arnoux (Ferrari)           | Riccardo Patrese (Brabham-BMW) | Alain Prost (Renault)       | Ferrari                      |
| 05  | 15. Mai       | Monaco (Monte Carlo)         | 251,712      | Keke Rosberg (Williams-Ford)    | Nelson Piquet (Brabham-BMW)    | Alain Prost (Renault)          | Alain Prost (Renault)           | Nelson Piquet (Brabham-BMW)    | Nelson Piquet (Brabham-BMW) | Ferrari                      |
| 06  | 22. Mai       | Belgien (Spa-Francorchamps)  | 278,620      | Alain Prost (Renault)           | Patrick Tambay (Ferrari)       | Eddie Cheever (Renault)        | Alain Prost (Renault)           | Andrea de Cesaris (Alfa Romeo) | Alain Prost (Renault)       | Renault                      |
| 07  | 5. Juni       | USA Ost (Detroit)            | 241,380      | Michele Alboreto (Tyrrell-Ford) | Keke Rosberg (Williams-Ford)   | John Watson (McLaren-Ford)     | René Arnoux (Ferrari)           | John Watson (McLaren-Ford)     | Alain Prost (Renault)       | Renault                      |
| 08  | 12. Juni      | Kanada (Montréal)            | 308,700      | René Arnoux (Ferrari)           | Eddie Cheever (Renault)        | Patrick Tambay (Ferrari)       | René Arnoux (Ferrari)           | Patrick Tambay (Ferrari)       | Alain Prost (Renault)       | Renault                      |
| 09  | 16. Juli      | Großbritannien (Silverstone) | 316,173      | Alain Prost (Renault)           | Nelson Piquet (Brabham-BMW)    | Patrick Tambay (Ferrari)       | René Arnoux (Ferrari)           | Alain Prost (Renault)          | Alain Prost (Renault)       | Renault                      |
| 10  | 7. August     | Deutschland (Hockenheim)     | 305,865      | René Arnoux (Ferrari)           | Andrea de Cesaris (Alfa Romeo) | Riccardo Patrese (Brabham-BMW) | Patrick Tambay (Ferrari)        | René Arnoux (Ferrari)          | Alain Prost (Renault)       | Ferrari                      |
| 11  | 14. August    | Österreich (Spielberg)       | 314,926      | Alain Prost (Renault)           | René Arnoux (Ferrari)          | Nelson Piquet (Brabham-BMW)    | Patrick Tambay (Ferrari)        | Alain Prost (Renault)          | Alain Prost (Renault)       | Renault                      |
| 12  | 28. August    | Niederlande (Zandvoort)      | 306,144      | René Arnoux (Ferrari)           | Patrick Tambay (Ferrari)       | John Watson (McLaren-Ford)     | Nelson Piquet (Brabham-BMW)     | René Arnoux (Ferrari)          | Alain Prost (Renault)       | Ferrari                      |
| 13  | 11. September | Italien (Monza)              | 301,600      | Nelson Piquet (Brabham-BMW)     | René Arnoux (Ferrari)          | Eddie Cheever (Renault)        | Riccardo Patrese (Brabham-BMW)  | Nelson Piquet (Brabham-BMW)    | Alain Prost (Renault)       | Ferrari                      |
| 14  | 25. September | Europa (West Kingsdown)      | 319,732      | Nelson Piquet (Brabham-BMW)     | Alain Prost (Renault)          | Nigel Mansell (Lotus-Renault)  | Elio de Angelis (Lotus-Renault) | Nigel Mansell (Lotus-Renault)  | Alain Prost (Renault)       | Ferrari                      |
| 15  | 15. Oktober   | Südafrika (Midrand)          | 316,008      | Riccardo Patrese (Brabham-BMW)  | Andrea de Cesaris (Alfa Romeo) | Nelson Piquet (Brabham-BMW)    | Patrick Tambay (Ferrari)        | Nelson Piquet (Brabham-BMW)    | Nelson Piquet (Brabham-BMW) | Ferrari                      |

## Rennberichte

### Großer Preis von Brasilien
| Platz | Fahrer        | Team          | Zeit        |
| ----- | ------------- | ------------- | ----------- |
| 1     | Nelson Piquet | Brabham-BMW   | 1:48.27,731 |
| DSQ   | Keke Rosberg  | Williams-Ford | + 20,631    |
| 3     | Niki Lauda    | McLaren-Ford  | + 51,883    |
| PP    | Keke Rosberg  | Williams-Ford | 1:34,526    |
| SR    | Nelson Piquet | Brabham-BMW   | 1:39,829    |

Der Große Preis von Brasilien in Jacarepaguá, einem Vorort von Rio de Janeiro in Brasilien, fand am 13. März 1983 statt und ging über 63 Runden (316,953 km).
Der zweitplatzierte Keke Rosberg wurde nach dem Rennen wegen unerlaubter fremder Hilfe (Anschieben in der Boxengasse) disqualifiziert, die anderen klassifizierten Fahrer rückten aber im Ergebnis nicht auf.

### Großer Preis der USA West
| Platz | Fahrer         | Team         | Zeit        |
| ----- | -------------- | ------------ | ----------- |
| 1     | John Watson    | McLaren-Ford | 1:53:34,889 |
| 2     | Niki Lauda     | McLaren-Ford | + 27,993    |
| 3     | René Arnoux    | Ferrari      | + 1:13,638  |
| PP    | Patrick Tambay | Ferrari      | 1:26,117    |
| SR    | Niki Lauda     | McLaren-Ford | 1:28,330    |

Der Große Preis der USA West in Long Beach (Kalifornien) fand am 27. März 1983 statt und ging über 75 Runden (245,625 km).

### Großer Preis von Frankreich
| Platz | Fahrer        | Team        | Zeit        |
| ----- | ------------- | ----------- | ----------- |
| 1     | Alain Prost   | Renault     | 1:34:13,913 |
| 2     | Nelson Piquet | Brabham-BMW | + 29,720    |
| 3     | Eddie Cheever | Renault     | + 40,232    |
| PP    | Alain Prost   | Renault     | 1:36,672    |
| SR    | Alain Prost   | Renault     | 1:42,695    |

Der Große Preis von Frankreich auf dem Circuit Paul Ricard in Le Castellet (Var) fand am 17. April 1983 statt und ging über eine Distanz von 54 Runden (313,74 km).

### Großer Preis von San Marino
| Platz | Fahrer           | Team        | Zeit        |
| ----- | ---------------- | ----------- | ----------- |
| 1     | Patrick Tambay   | Ferrari     | 1:37:52,460 |
| 2     | Alain Prost      | Renault     | + 48,781    |
| 3     | René Arnoux      | Ferrari     | + 1 Runde   |
| PP    | René Arnoux      | Ferrari     | 1:31,238    |
| SR    | Riccardo Patrese | Brabham-BMW | 1:34,437    |

Der Große Preis von San Marino in Imola fand am 1. Mai 1983 statt und ging über 60 Runden (302,4 km).

### Großer Preis von Monaco
| Platz | Fahrer        | Team          | Zeit        |
| ----- | ------------- | ------------- | ----------- |
| 1     | Keke Rosberg  | Williams-Ford | 1:56:38,121 |
| 2     | Nelson Piquet | Brabham-BMW   | + 18,475    |
| 3     | Alain Prost   | Renault       | + 31,366    |
| PP    | Alain Prost   | Renault       | 1:24,840    |
| SR    | Nelson Piquet | Brabham-BMW   | 1:27,283    |

Der Große Preis von Monaco in Monte Carlo fand am 15. Mai 1983 statt und ging über 76 Runden (251,712 km).

### Großer Preis von Belgien
| Platz | Fahrer            | Team       | Zeit        |
| ----- | ----------------- | ---------- | ----------- |
| 1     | Alain Prost       | Renault    | 1:27:11,502 |
| 2     | Patrick Tambay    | Ferrari    | + 23,182    |
| 3     | Eddie Cheever     | Renault    | + 39,869    |
| PP    | Alain Prost       | Renault    | 2:04,615    |
| SR    | Andrea de Cesaris | Alfa Romeo | 2:07,493    |

Der Große Preis von Belgien auf dem Circuit de Spa-Francorchamps fand am 22. Mai 1983 statt und ging über 40 Runden (277,96 km).

### Großer Preis der USA Ost
| Platz | Fahrer           | Team          | Zeit        |
| ----- | ---------------- | ------------- | ----------- |
| 1     | Michele Alboreto | Tyrrell-Ford  | 1:50:53,669 |
| 2     | Keke Rosberg     | Williams-Ford | + 7,702     |
| 3     | John Watson      | McLaren-Ford  | + 9,283     |
| PP    | René Arnoux      | Ferrari       | 1:44,734    |
| SR    | John Watson      | McLaren-Ford  | 1:47,668    |

Der Große Preis der USA Ost auf dem Detroit Street Circuit in Detroit fand am 5. Juni 1983 statt und ging über 60 Runden (241,38 km).

### Großer Preis von Kanada
| Platz | Fahrer         | Team    | Zeit        |
| ----- | -------------- | ------- | ----------- |
| 1     | René Arnoux    | Ferrari | 1:48:31,838 |
| 2     | Eddie Cheever  | Renault | + 42,029    |
| 3     | Patrick Tambay | Ferrari | + 52,610    |
| PP    | René Arnoux    | Ferrari | 1:28,729    |
| SR    | Patrick Tambay | Ferrari | 1:30,851    |

Der Große Preis von Kanada in Montreal fand am 12. Juni 1983 statt und ging über 70 Runden (308,7 km).

### Großer Preis von Großbritannien
| Platz | Fahrer         | Team        | Zeit        |
| ----- | -------------- | ----------- | ----------- |
| 1     | Alain Prost    | Renault     | 1:24:39,780 |
| 2     | Nelson Piquet  | Brabham-BMW | + 19,161    |
| 3     | Patrick Tambay | Ferrari     | + 26,246    |
| PP    | René Arnoux    | Ferrari     | 1:09,462    |
| SR    | Alain Prost    | Renault     | 1:14,212    |

Der Große Preis von Großbritannien in Silverstone fand am 16. Juli 1983 statt und ging über eine Distanz von 67 Runden (316,173 km).

### Großer Preis von Deutschland
| Platz | Fahrer            | Team        | Zeit        |
| ----- | ----------------- | ----------- | ----------- |
| 1     | René Arnoux       | Ferrari     | 1:27:10,319 |
| 2     | Andrea de Cesaris | Alfa Romeo  | + 1:10,652  |
| 3     | Riccardo Patrese  | Brabham-BMW | + 1:44,093  |
| PP    | Patrick Tambay    | Ferrari     | 1:49,328    |
| SR    | René Arnoux       | Ferrari     | 1:53,938    |

Der Große Preis von Deutschland auf dem Hockenheimring fand am 7. August 1983 statt und ging über eine Distanz von 45 Runden (305,865 km).

### Großer Preis von Österreich
| Platz | Fahrer         | Team        | Zeit        |
| ----- | -------------- | ----------- | ----------- |
| 1     | Alain Prost    | Renault     | 1:24:32,745 |
| 2     | René Arnoux    | Ferrari     | + 6,835     |
| 3     | Nelson Piquet  | Brabham-BMW | + 27,659    |
| PP    | Patrick Tambay | Ferrari     | 1:29,871    |
| SR    | Alain Prost    | Renault     | 1:33,961    |

Der Große Preis von Österreich auf dem Österreichring in Zeltweg fand am 14. August 1983 statt und ging über eine Distanz von 53 Runden (314,926 km).

### Großer Preis der Niederlande
| Platz | Fahrer         | Team         | Zeit        |
| ----- | -------------- | ------------ | ----------- |
| 1     | René Arnoux    | Ferrari      | 1:38:41,950 |
| 2     | Patrick Tambay | Ferrari      | + 20,839    |
| 3     | John Watson    | McLaren-Ford | + 43,741    |
| PP    | Nelson Piquet  | Brabham-BMW  | 1:15,630    |
| SR    | René Arnoux    | Ferrari      | 1:19,863    |

Der Große Preis der Niederlande in Zandvoort fand am 28. August 1983 statt und ging über eine Distanz von 72 Runden (306,144 km).

### Großer Preis von Italien
| Platz | Fahrer           | Team        | Zeit        |
| ----- | ---------------- | ----------- | ----------- |
| 1     | Nelson Piquet    | Brabham-BMW | 1:23:10,880 |
| 2     | René Arnoux      | Ferrari     | + 10,212    |
| 3     | Eddie Cheever    | Renault     | + 18,612    |
| PP    | Riccardo Patrese | Brabham-BMW | 1:29,122    |
| SR    | Nelson Piquet    | Brabham-BMW | 1:34,431    |

Der Große Preis von Italien in Monza fand am 11. September 1983 statt und ging über eine Distanz von 52 Runden (301,60 km).

### Großer Preis von Europa
| Platz | Fahrer          | Team          | Zeit        |
| ----- | --------------- | ------------- | ----------- |
| 1     | Nelson Piquet   | Brabham-BMW   | 1:36:45,865 |
| 2     | Alain Prost     | Renault       | + 6,571     |
| 3     | Nigel Mansell   | Lotus-Renault | + 30,315    |
| PP    | Elio de Angelis | Lotus-Renault | 1:12,092    |
| SR    | Nigel Mansell   | Lotus-Renault | 1:14,342    |

Der Große Preis von Europa in Brands Hatch fand am 25. September 1983 statt und ging über eine Distanz von 76 Runden (319,732 km).

### Großer Preis von Südafrika
| Platz | Fahrer            | Team        | Zeit        |
| ----- | ----------------- | ----------- | ----------- |
| 1     | Riccardo Patrese  | Brabham-BMW | 1:33:25,708 |
| 2     | Andrea de Cesaris | Alfa Romeo  | + 9,319     |
| 3     | Nelson Piquet     | Brabham-BMW | + 21,969    |
| PP    | Patrick Tambay    | Ferrari     | 1:06,554    |
| SR    | Nelson Piquet     | Brabham-BMW | 1:09,948    |

Der Große Preis von Südafrika auf dem Kyalami Grand Prix Circuit fand am 15. Oktober 1983 statt und ging über eine Distanz von 77 Runden (316,008 km).

## Weltmeisterschaftswertungen
| Platz  | 1 | 2 | 3 | 4 | 5 | 6 |
| Punkte | 9 | 6 | 4 | 3 | 2 | 1 |

In der Fahrerwertung wurden die besten elf Resultate, in der Konstrukteurswertung alle Resultate gewertet.

### Fahrerwertung
| Pos. | Fahrer        | Konstrukteur              |     |     |     |     |      |     |     |     |     |     |     |     |     |     |     | Punkte |
| 01   | N. Piquet     | Brabham-BMW               | 1   | DNF | 2   | DNF | 2    | 4   | 4   | DNF | 2   | 13  | 3   | DNF | 1   | 1   | 3   | 59     |
| 02   | A. Prost      | Renault                   | 7   | 11  | 1   | 2   | 3    | 1   | 8   | 5   | 1   | 4   | 1   | DNF | DNF | 2   | DNF | 57     |
| 03   | R. Arnoux     | Ferrari                   | 10  | 3   | 7   | 3   | DNF  | DNF | DNF | 1   | 5   | 1   | 2   | 1   | 2   | 9   | DNF | 49     |
| 04   | P. Tambay     | Ferrari                   | 5   | DNF | 4   | 1   | 4    | 2   | DNF | 3   | 3   | DNF | DNF | 2   | 4   | DNF | DNF | 40     |
| 05   | K. Rosberg    | Williams-Ford/-Honda      | DSQ | DNF | 5   | 4   | 1    | 5   | 2   | 4   | 11  | 10  | 8   | DNF | 11  | DNF | 5   | 27     |
| 06   | J. Watson     | McLaren-Ford/-TAG-Porsche | DNF | 1   | DNF | 5   | DNQ  | DNF | 3   | 6   | 9   | 5   | 9   | 3   | DNF | DNF | DSQ | 22     |
| 07   | E. Cheever    | Renault                   | DNF | 13  | 3   | DNF | DNF  | 3   | DNF | 2   | DNF | DNF | 4   | DNF | 3   | 10  | 6   | 22     |
| 08   | A. de Cesaris | Alfa Romeo                | EX  | DNF | 12  | DNF | DNF  | DNF | DNF | DNF | 8   | 2   | DNF | DNF | DNF | 4   | 2   | 15     |
| 09   | R. Patrese    | Brabham-BMW               | DNF | 10  | DNF | DNF | DNF  | DNF | DNF | DNF | DNF | 3   | DNF | 9   | DNF | 7   | 1   | 13     |
| 10   | N. Lauda      | McLaren-Ford/-TAG-Porsche | 3   | 2   | DNF | DNF | DNQ  | DNF | DNF | DNF | 6   | DSQ | 6   | DNF | DNF | DNF | 11  | 12     |
| 11   | J. Laffite    | Williams-Ford/-Honda      | 4   | 4   | 6   | 7   | DNF  | 6   | 5   | DNF | 12  | 6   | DNF | DNF | DNQ | DNQ | DNF | 11     |
| 12   | M. Alboreto   | Tyrrell-Ford              | DNF | 9   | 8   | DNF | DNF  | 14  | 1   | 8   | 13  | DNF | DNF | 6   | DNF | DNF | DNF | 10     |
| 13   | N. Mansell    | Lotus-Ford/-Renault       | 12  | 12  | DNF | 12  | DNF  | DNF | 6   | DNF | 4   | DNF | 5   | DNF | 8   | 3   | NC  | 10     |
| 14   | D. Warwick    | Toleman-Hart              | 8   | DNF | DNF | DNF | DNF  | 7   | DNF | DNF | DNF | DNF | DNF | 4   | 6   | 5   | 4   | 9      |
| 15   | M. Surer      | Arrows-Ford               | 6   | 5   | 10  | 6   | DNF  | 11  | 11  | DNF | 17  | 7   | DNF | 8   | 10  | DNF | 8   | 4      |
| 16   | M. Baldi      | Alfa Romeo                | DNF | DNF | DNF | 10  | 6    | DNF | 12  | 10  | 7   | DNF | DNF | 5   | DNF | DNF | DNF | 3      |
| 17   | D. Sullivan   | Tyrrell-Ford              | 11  | 8   | DNF | DNF | 5    | 12  | DNF | DSQ | 14  | 12  | DNF | DNF | DNF | DNF | 7   | 2      |
| 18   | E. de Angelis | Lotus-Ford/-Renault       | DSQ | DNF | DNF | DNF | DNF  | 9   | DNF | DNF | DNF | DNF | DNF | DNF | 5   | DNF | DNF | 2      |
| 19   | B. Giacomelli | Toleman-Hart              | DNF | DNF | 13  | DNF | DNQ  | 8   | 9   | DNF | DNF | DNF | DNF | 13  | 7   | 6   | DNF | 1      |
| 20   | J. Cecotto    | Theodore-Ford             | 13  | 6   | 11  | DNF | DNPQ | 10  | DNF | DNF | DNQ | 11  | DNQ | DNQ | 12  |     |     | 1      |
| 21   | T. Boutsen    | Arrows-Ford               |     |     |     |     |      | DNF | 7   | 7   | 15  | 9   | 13  | 14  | DNF | 11  | 9   | 0      |
| 22   | J.-P. Jarier  | Ligier-Ford               | DNF | DNF | 9   | DNF | DNF  | DNF | DNF | DNF | 10  | 8   | 7   | DNF | 9   | DNF | 10  | 0      |
| 23   | C. Serra      | Arrows-Ford               | 9   |     | DNF | 8   | 7    |     |     |     |     |     |     |     |     |     |     | 0      |
| 24   | R. Boesel     | Ligier-Ford               | DNF | 7   | DNF | 9   | DNF  | 13  | 10  | DNF | DNF | DNF | DNQ | 10  | DNQ | 15  | NC  | 0      |
| 25   | S. Johansson  | Spirit-Honda              |     |     |     |     |      |     |     |     | DNF | DNF | 12  | 7   | DNF | 14  |     | 0      |
| 26   | M. Winkelhock | ATS-BMW                   | 15  | DNF | DNF | 11  | DNF  | DNF | DNF | 9   | DNF | DNQ | DNF | DSQ | DNF | 8   | DNF | 0      |
| 27   | C. Fabi       | Osella-Ford/-Alfa Romeo   | DNF | DNQ | DNF | DNF | DNQ  | DNF | DNQ | DNF | DNQ | DNQ | 10  | 11  | DNF | DNQ | DNF | 0      |
| 28   | P. Ghinzani   | Osella-Ford/-Alfa Romeo   | DNQ | DNQ | DNQ | DNQ | DNQ  | DNQ | DNF | DNQ | DNF | DNF | 11  | DNQ | DNF | DNF | DNF | 0      |
| 29   | R. Guerrero   | Theodore-Ford             | NC  | DNF | DNF | DNF | DNPQ | DNF | NC  | DNF | 16  | DNF | DNF | 12  | 13  | 12  |     | 0      |
| 30   | K. Acheson    | RAM-Ford                  |     |     |     |     |      |     |     |     | DNQ | DNQ | DNQ | DNQ | DNQ | DNQ | 12  | 0      |
| 31   | J. Palmer     | Williams-Ford/-Honda      |     |     |     |     |      |     |     |     |     |     |     |     |     | 13  |     | 0      |
| 32   | E. Salazar    | RAM-Ford                  | 14  | DNF | DNQ | DNQ | DNQ  | DNQ |     |     |     |     |     |     |     |     |     | 0      |
| –    | A. Jones      | Arrows-Ford               |     | DNF |     |     |      |     |     |     |     |     |     |     |     |     |     | 0      |

| Legende  | Legende            | Legende                                                          |
| Farbe    | Abkürzung          | Bedeutung                                                        |
| -------- | ------------------ | ---------------------------------------------------------------- |
| Gold     | –                  | Sieg                                                             |
| Silber   | –                  | 2. Platz                                                         |
| Bronze   | –                  | 3. Platz                                                         |
| Grün     | –                  | Platzierung in den Punkten                                       |
| Blau     | –                  | Klassifiziert außerhalb der Punkteränge                          |
| Violett  | DNF                | Rennen nicht beendet (did not finish)                            |
| Violett  | NC                 | nicht klassifiziert (not classified)                             |
| Rot      | DNQ                | nicht qualifiziert (did not qualify)                             |
| Rot      | DNPQ               | in Vorqualifikation gescheitert (did not pre-qualify)            |
| Schwarz  | DSQ                | disqualifiziert (disqualified)                                   |
| Weiß     | DNS                | nicht am Start (did not start)                                   |
| Weiß     | WD                 | zurückgezogen (withdrawn)                                        |
| Hellblau | PO                 | nur am Training teilgenommen (practiced only)                    |
| Hellblau | TD                 | Freitags-Testfahrer (test driver)                                |
| ohne     | DNP                | nicht am Training teilgenommen (did not practice)                |
| ohne     | INJ                | verletzt oder krank (injured)                                    |
| ohne     | EX                 | ausgeschlossen (excluded)                                        |
| ohne     | DNA                | nicht erschienen (did not arrive)                                |
| ohne     | C                  | Rennen abgesagt (cancelled)                                      |
| ohne     | keine WM-Teilnahme |                                                                  |
| sonstige | P/fett             | Pole-Position                                                    |
| sonstige | 1/2/3/4/5/6/7/8    | Punktplatzierung im Sprint-/Qualifikationsrennen                 |
| sonstige | SR/kursiv          | Schnellste Rennrunde                                             |
| sonstige | *                  | nicht im Ziel, aufgrund der zurückgelegten Distanz aber gewertet |
| sonstige | ()                 | Streichresultate                                                 |
| sonstige | unterstrichen      | Führender in der Gesamtwertung                                   |

### Konstrukteurswertung

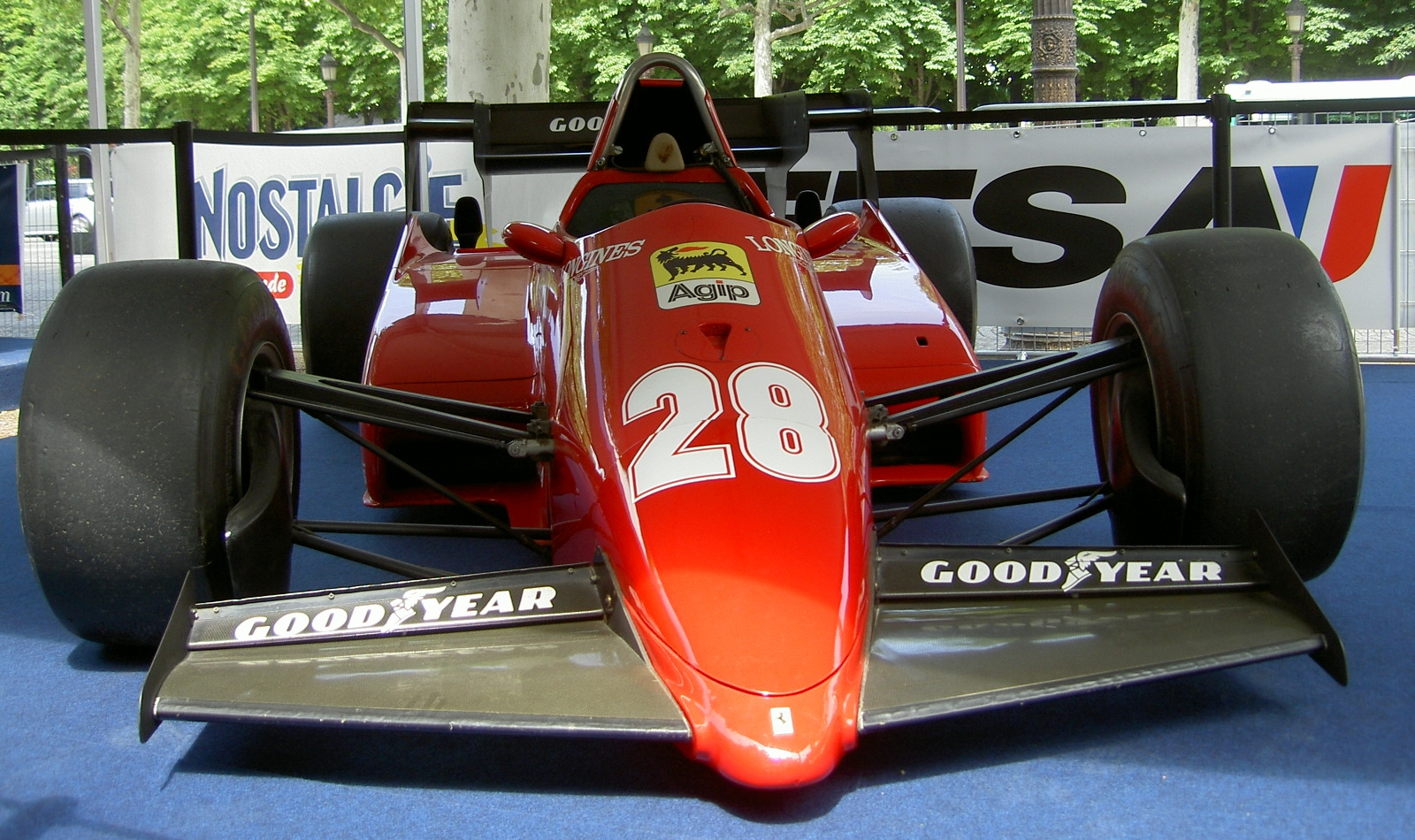
Ferrari 126 C3 von 1983

| Pos. | Konstrukteur               | Punkte |
| ---- | -------------------------- | ------ |
| 1    | FerrariT                   | 89     |
| 2    | RenaultT                   | 79     |
| 3    | Brabham-BMWT               | 72     |
| 4    | Williams-Ford              | 36     |
| 5    | McLaren-Ford/-TAG-PorscheT | 34     |
| 6    | Alfa RomeoT                | 18     |
| 7    | Tyrrell-Ford               | 12     |
| 8    | Lotus-Ford/-RenaultT       | 12     |
| 9    | Toleman-HartT              | 10     |

| Pos. | Konstrukteur             | Punkte |
| ---- | ------------------------ | ------ |
| 10   | Arrows-Ford              | 4      |
| 11   | Williams-HondaT          | 2      |
| 12   | Theodore-Ford            | 1      |
| 13   | Ligier-Ford              | 0      |
| 14   | Spirit-HondaT            | 0      |
| 15   | ATS-BMWT                 | 0      |
| 16   | Osella-Ford/-Alfa RomeoT | 0      |
| 17   | RAM-Ford                 | 0      |

T = Turbomotor

## Rennen ohne Meisterschaftsstatus
Zusätzlich zu den 15 Weltmeisterschaftsläufen fand im April 1983 die 14. Auflage des Race of Champions statt. Das Rennen hatte keinen Weltmeisterschaftsstatus. Es war das letzte Mal, dass der Rennkalender um ein Rennen ergänzt wurde, das nicht zur Weltmeisterschaft zählte.
| Platz | Fahrer         | Team     | Zeit       |
| ----- | -------------- | -------- | ---------- |
| 1     | Keke Rosberg   | Williams | 0:53,15'2" |
| 2     | Danny Sullivan | Tyrrell  | 0:53,15'7" |
| 3     | Alan Jones     | Arrows   | 0:53,43'8" |
| PP    | Keke Rosberg   | Williams | 1:15.839   |
| SR    | René Arnoux    | Ferrari  | 1:17.826   |

Das XIV. Race of Champions fand am 10. April 1983 auf dem Brands Hatch Circuit in Großbritannien statt, eine Woche vor dem ersten europäischen Weltmeisterschaftslauf in Frankreich. Gemeldet waren die meisten Rennställe, die auch an der Weltmeisterschaft teilnahmen. Mit Ausnahme von Theodore und Arrows, die mit zwei Autos antraten, schickten die Teams jeweils nur ein Auto ins Rennen. Insgesamt waren 13 Fahrzeuge am Start. Bei diesem Rennen debütierte das britische Spirit-Team, das hier erstmals einen von Honda entwickelten Sechszylinder-Turbomotor für Stefan Johansson einsetzte. Im Qualifying fuhr der amtierende Weltmeister Keke Rosberg mit seinem Williams FW08C-Cosworth die Poleposition vor René Arnoux im turbogetriebenen 126C der Scuderia Ferrari heraus. Letzter Starter war Jean-Louis Schlesser, der für das unterfinanzierte Team RAM Racing fuhr und im Qualifikationstraining keine gezeitete Runde zurücklegte. Das Rennen gewann der Williams-Pilot Rosberg mit einer halben Sekunde Vorsprung vor Danny Sullivan im Tyrrell 011. Insgesamt kamen sieben Fahrer ins Ziel; letzter war Roberto Guerrero im Theodore N183.

## Kurzmeldungen Formel 1
- Honda stieg mit Spirit Racing in die Formel 1 ein.
- Premiere für Niki Lauda: Beim Großen Preis von Monaco konnte er sich nicht qualifizieren.
- Beim Grand Prix der Niederlande feierte der TAG-Porsche-Motor im McLaren seine Premiere.
- Nelson Piquet wurde mit BMW erster Turbo-Weltmeister.
- Im vorläufigen Rennkalender zur Saison 1983 war der Große Preis der Sowjetunion notiert, eine Austragung dieses Rennens scheiterte jedoch.[1]